# Dafni (Athos)

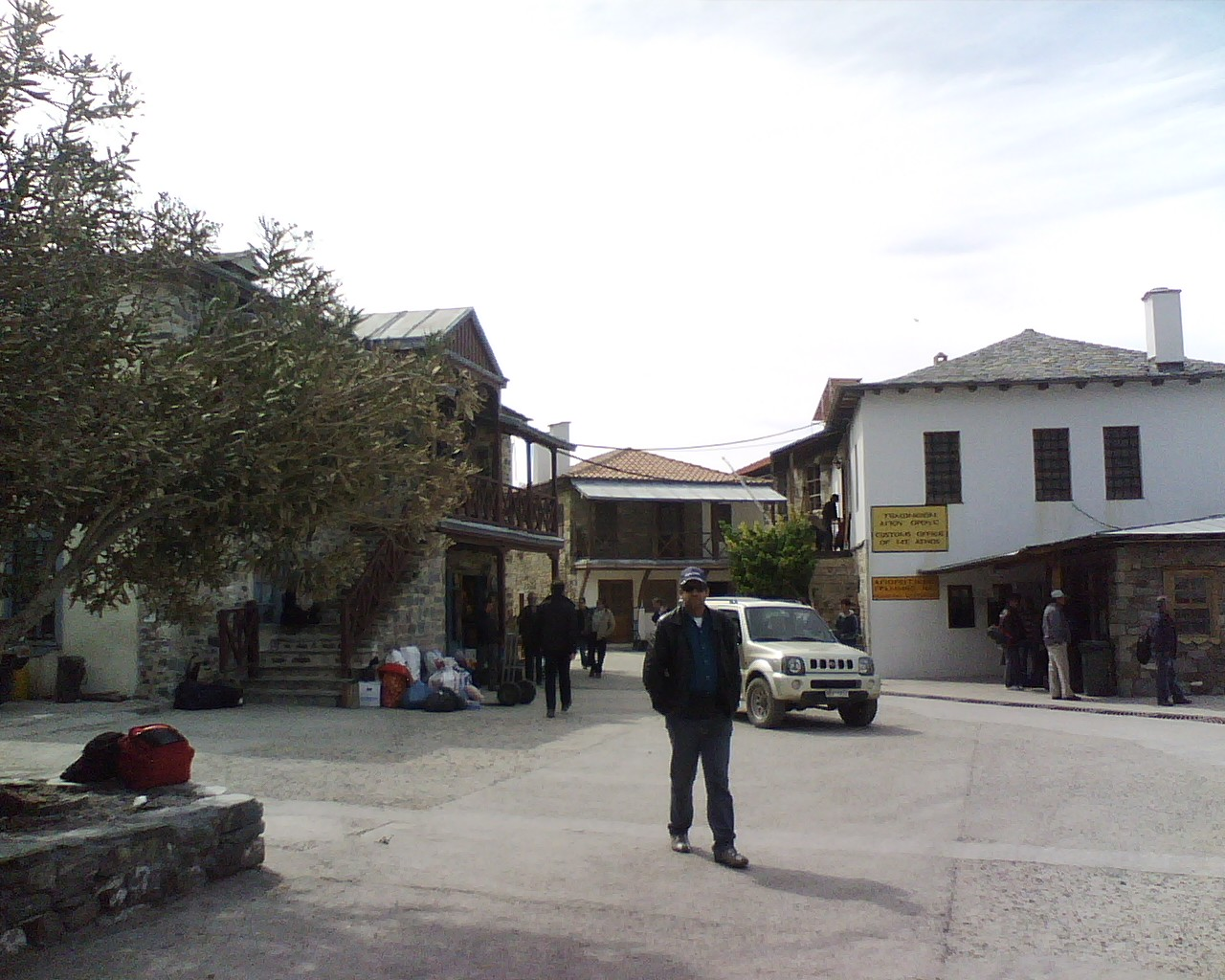
Peregrinos en Dafni.

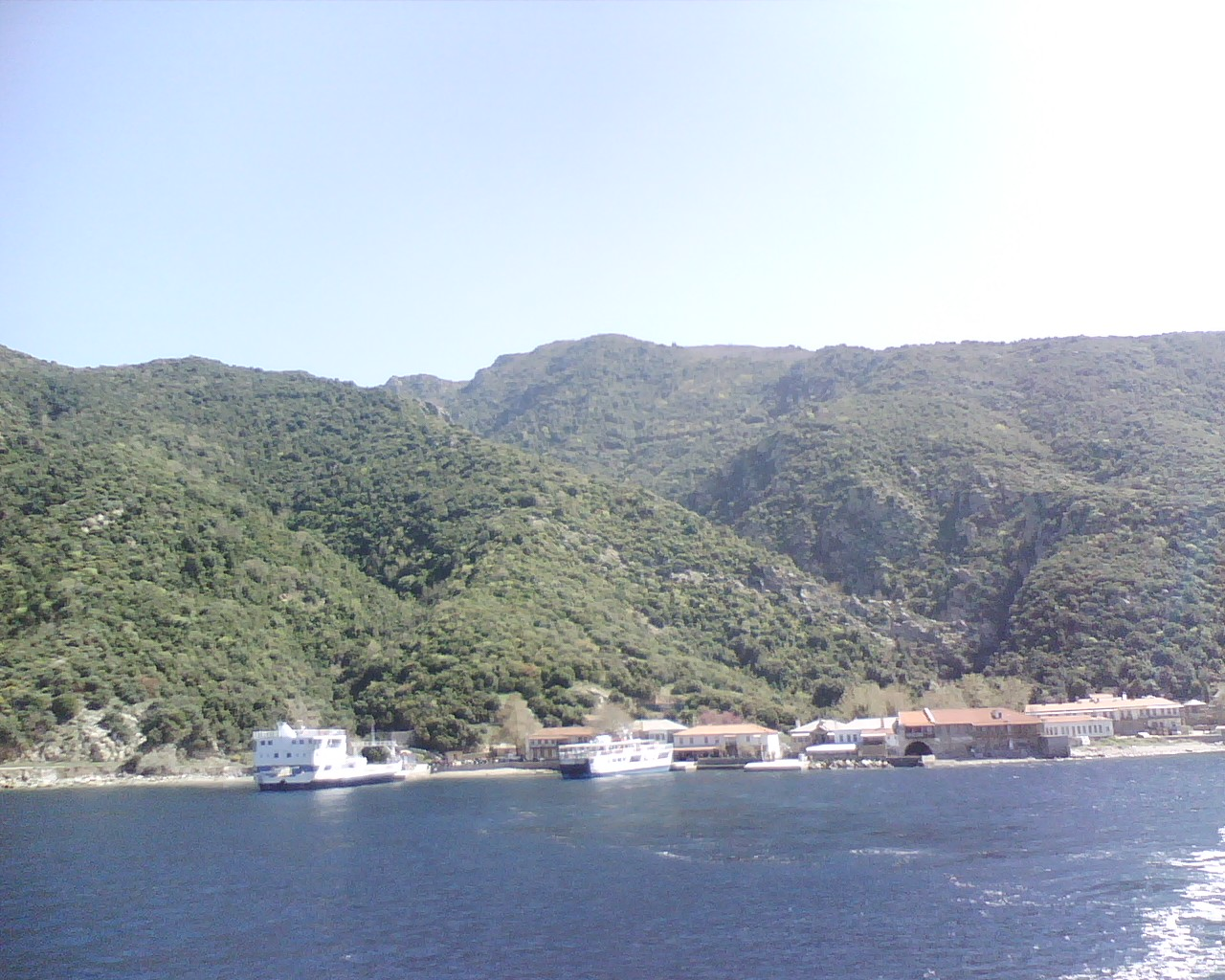
Dafni visto desde el ferry de Ouranopolis.

Dafni (Δάφνη) es un pequeño emplazamiento en el Monte Athos. Está situado en la costa occidental de la península del Monte Athos, entre el Monasterio de Xiropotamou y el Monasterio de Simonos Petra. Es el principal puerto de entrada al Estado Monástico del Monte Athos, con ferries diarios desde / a  Ouranopolis. El censo griego de 2001 señalaba una población de 38 habitantes.
40°12′51″N 24°13′19″E / 40.214079, 24.221817
- Datos: Q2453100
- Multimedia: Dafni (Athos) / Q2453100